# Calvin Johnson (football américain)
Pour les articles homonymes, voir Johnson et Calvin Johnson.
College Football Hall of Fame 2018
Pro Football Hall of Fame 2021
(en) Statistiques sur pro-football-reference
Calvin Johnson, surnommé Megatron, né le 25 septembre 1985 à Tyrone dans l'État de Géorgie, est un joueur américain de football américain ayant évolué au poste de receveur de passes. Il est drafté en deuxième position en 2007 par les Lions de Détroit, après avoir évolué au niveau universitaire avec les Yellow Jackets de Georgia Tech.

## Biographie
Calvin Johnson est né le 25 septembre 1985 à Tyrone dans l'État de Géorgie de Calvin et Arica Johnson. Johnson faisait déjà 1,83 m au Collège et 1,93 m en classe de seconde. Il est allé au lycée Sandy Creek de Tyrone et est étudiant et letterman dans le football américain.

### Carrière universitaire
Étudiant pendant trois années à la Georgia Institute of Technology (Georgia Tech), il remporte en 2006 le Fred Biletnikoff Award. Il est titulaire trois années comme wide receiver. Comme sophomore, il réussit 34 réceptions pour 646 verges (yards en Europe) et 10 touchéss. Comme junior, Johnson réceptionne 40 passes pour 736 verges et huit touchés ,.

### Carrière professionnelle

#### Draft
Il se montre au NFL Scouting Combine particulièrement véloce en dépit de son poids (108 kg) assez important pour son poste et de sa grande taille (1,94 m), faisant de lui un joueur au profil assez atypique. Ceci lui vaut d'être rapidement classé par les médias comme un des prétendants à la première place du Repêchage 2007 de la NBA. Il est repêché à la 2e place (premier tour) par les Lions de Détroit, juste après le quart-arrière JaMarcus Russell.
| Taille             | Poids            | Bras          | Main             | Sprint   | Sprint   | Sprint   | Shuttle 20 yards | 3 cones drill | Détente          | Détente             | Développé couché | Test Wonderlic |
| Taille             | Poids            | Bras          | Main             | 40 yards | 10 yards | 20 yards | Shuttle 20 yards | 3 cones drill | verticale        | horizontale         | Développé couché | Test Wonderlic |
| 1,96 m (6 ft 5 in) | 108 kg (239 lbs) | 91 cm (36 in) | 25 cm (9 3/4 in) | 4,35 s   | 1,55 s   | 2,58 s   | -                | -             | 108 cm (42,5 in) | 3,53 m (11 ft 7 in) | -                | 41             |

#### Lions de Détroit
Il signe un contrat de six années estimé à 55 millions de dollars US et pouvant aller jusqu'à 64 millions. Ce contrat inclus 27,2 millions en « argent garanti ». Cela fait de Johnson, en 2007, le joueur le mieux payé dans l'histoire de la franchise de Détroit.
Roy Williams, autre wide receiver des Lions, le surnomme Megatron. Son gabarit nettement supérieur à la moyenne lui permet en effet de survoler littéralement les défenses en dévastant tout sur son passage, tel le decepticon du même nom. Lors de son premier match, le 9 septembre 2007 contre les Raiders d'Oakland, Johnson réceptionne quatre passes pour 70 yards et marque son premier touchdown au niveau professionnel. Johnson finit la saison NFL 2007 avec 756 yards gagnés et 5 touchdowns.
Johnson fait partie de l'équipe des Lions qui pendant la saison NFL 2008 établit malgré eux un record de zéro victoire pour seize défaites.
Cependant, Johnson termine 5e receveur en nombre total de yards gagnés (1331), 7e en nombre de yards par match (83,2) et leader de la ligue en nombre de touchdowns (12). Toutefois, Johnson n'est pas sélectionné pour le Pro Bowl et des experts estiment que cela est dû au record historique de défaites de l'équipe.
Johnson réalise 67 réceptions, accumule 984 yards et marque 5 touchdowns durant la saison 2009.
Lors de la saison 2010, Johnson réussit 77 réceptions pour 1,120 yards et 12 touchdowns, sans compter celui de la première journée contre Chicago, décisif mais refusé pour des raisons très discutables. Il obtient enfin sa première sélection au Pro Bowl de sa carrière le 28 décembre .
La saison 2011 démarre sur les chapeaux de roue pour les Lions, et particulièrement pour Calvin Johnson qui après 4 journées a déjà 8 touchdowns à son actif, très impressionnant lors de la remontée exceptionnelle de son équipe contre Dallas. Il est le joueur avec le plus de yards à la réception de passe de la saison avec 1 681 yards, participant grandement à la qualification de son équipe en playoffs.
Le 22 décembre 2012, au cours de la 16e journée et d'une défaite contre les Falcons d'Atlanta, il bat le record du plus grand nombre de yards captés en une saison, dépassant le record de 1 848 yards jusque-là détenu par Jerry Rice. Il termine la saison avec 1964 yards, 122 réceptions (soit le plus grand nombre de réceptions de la saison), et une troisième sélection au Pro Bowl et au All Pro.
Le 27 octobre 2013, au cours d'une victoire 31-30 face aux Cowboys de Dallas, il réalise 14 réceptions pour un touchdown et 329 yards, soit la deuxième performance de tous les temps pour un receveur, derrière les 336 yards réceptionnés par Flipper Anderson (en) en 1989 au cours d'un match ayant été jusqu'à la prolongation, et la meilleure performance de tous les temps en seulement quatre quart-temps.

#### Records professionnels
- Plus grand nombre de yards à la réception en une saison : 1964 (2012)
- Plus grand nombre de yards à la réception en quatre quart-temps : 329
- Premier joueur à avoir au moins 1600 yards à la réception durant deux saisons consécutives : 2011-2012
- Plus grand nombre de saisons avec au moins 1600 yards à la réception : 2, à égalité avec Marvin Harrison et Torry Holt
- Plus grand nombre de matchs consécutifs avec au moins 100 yards à la réception : 8
- Plus grand nombre de matchs consécutifs avec au moins 10 réceptions : 4
- Plus grand nombre de matchs consécutifs avec au moins 2 touchdowns reçus : 4, à égalité avec Cris Carter
- Plus grand nombre de matchs avec au moins 100 yards à la réception en une saison : 11, à égalité avec Michael Irvin

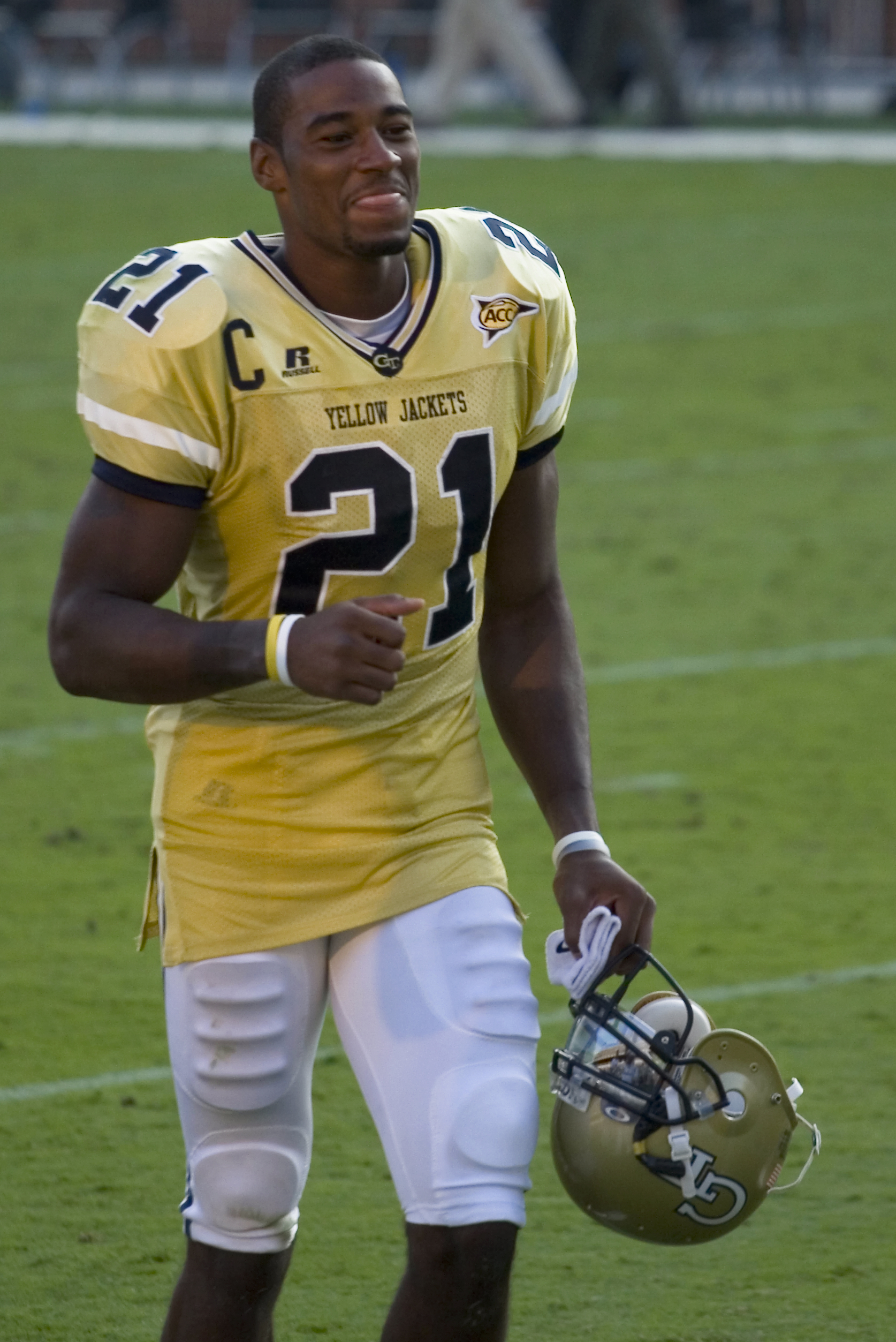
Sous le maillot des Yellow Jackets
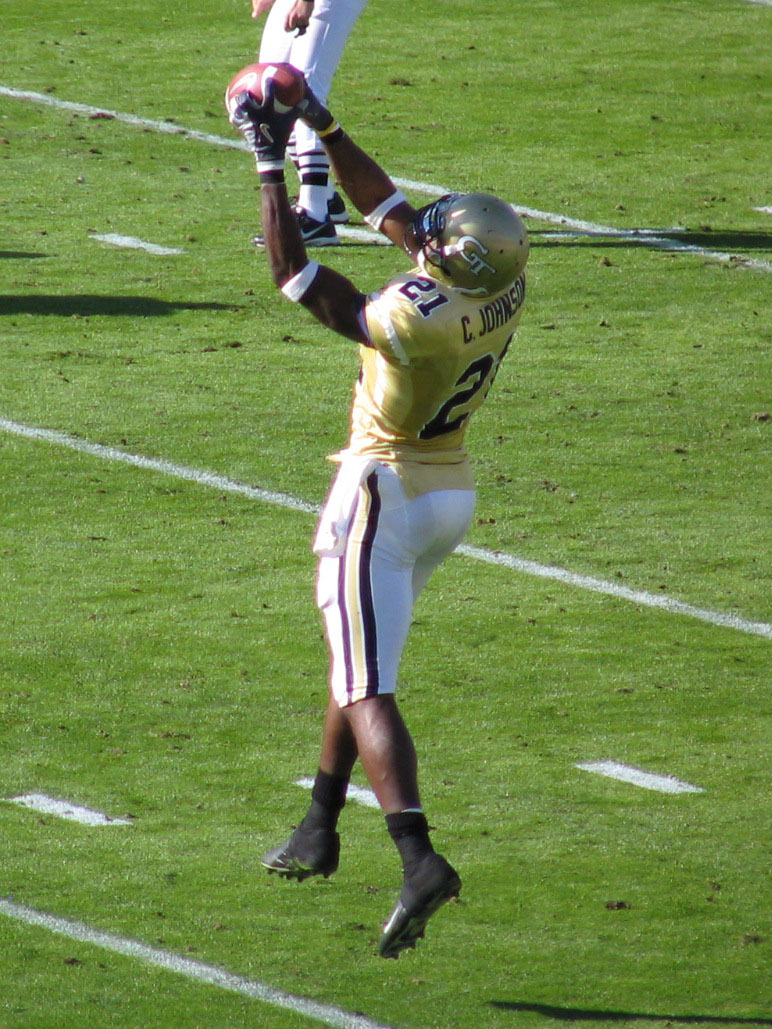
Recevant une passe
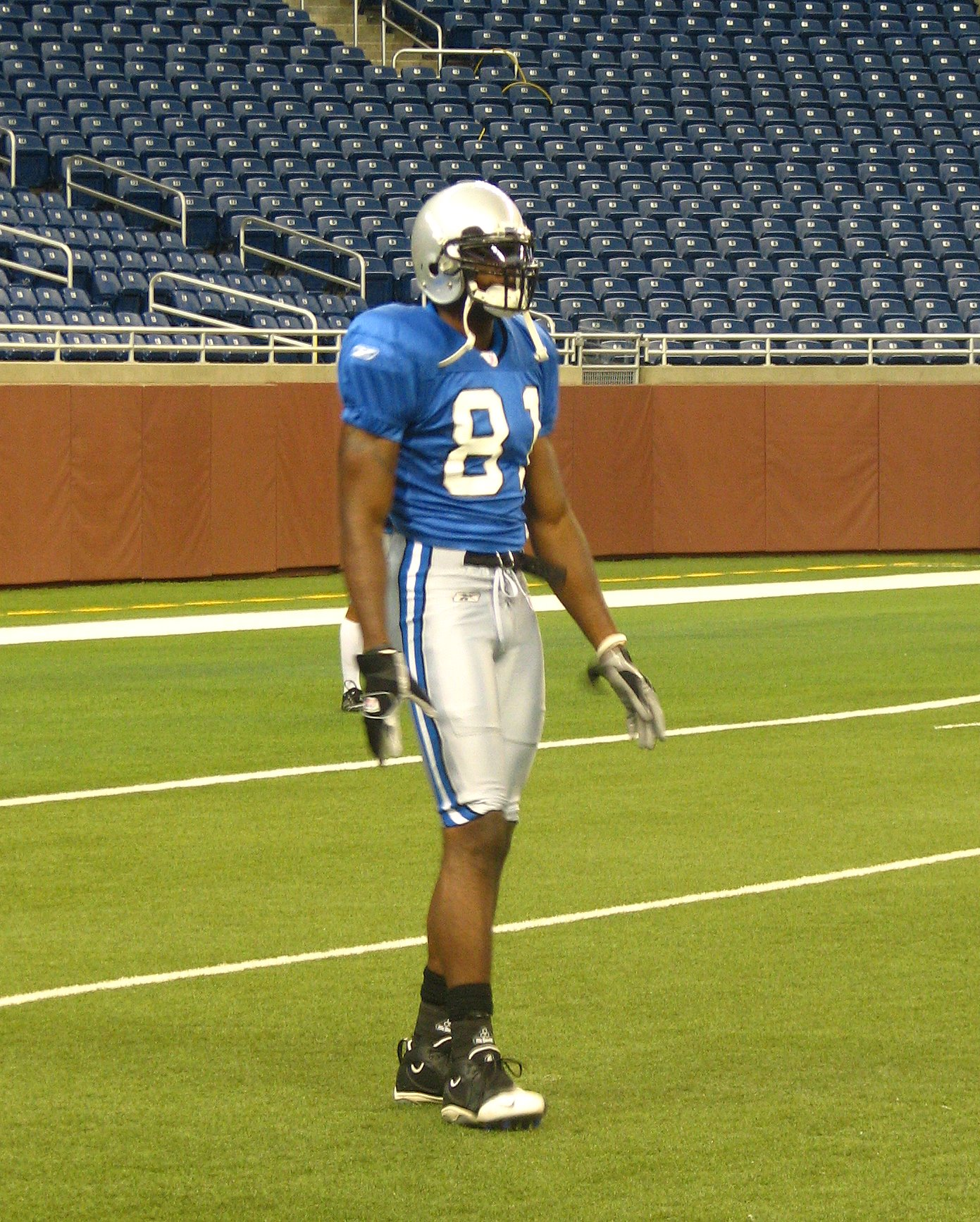
Sous le maillot des Lions
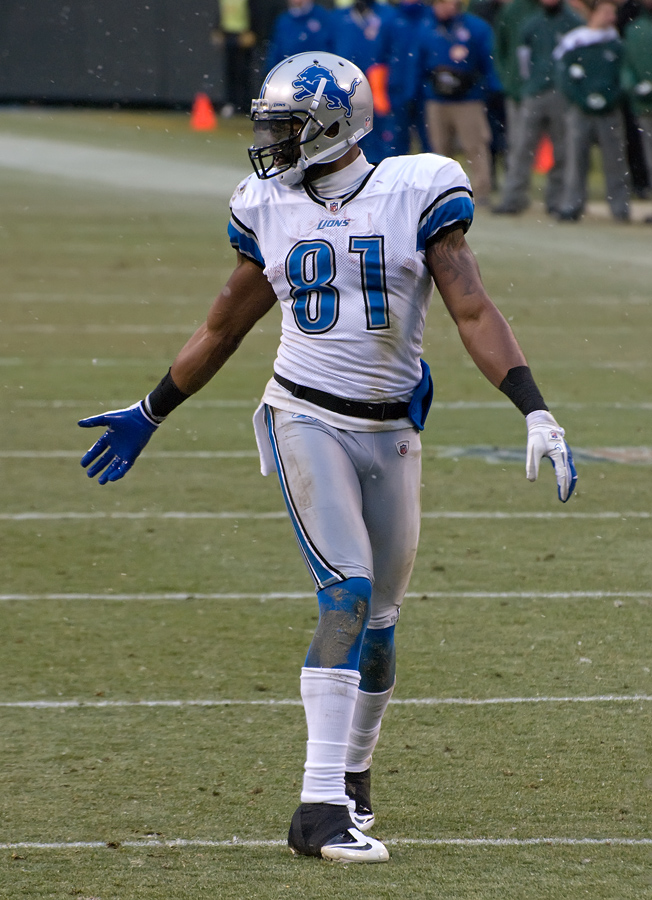

## Statistiques
| Année  | Équipe           | MJ     |     | Passes réceptionnées | Passes réceptionnées | Passes réceptionnées | Passes réceptionnées |       | Courses | Courses | Courses | Courses |  | Fumbles | Fumbles |
| Année  | Équipe           | MJ     | Nb. | Yards                | Moy.                 | TD                   | Nb.                  | Yards | Moy.    | TD      | Nb.     | Perdus  |  |         |         |
| 2007   | Lions de Détroit | 15     | 48  | 756                  | 15,8                 | 4                    | 4                    | 52    | 13      | 1       | 1       | 0       |  |         |         |
| 2008   | Lions de Détroit | 16     | 78  | 1 331                | 17,1                 | 12                   | 3                    | -1    | -0,3    | 0       | 3       | 2       |  |         |         |
| 2009   | Lions de Détroit | 14     | 67  | 984                  | 14,7                 | 5                    | 7                    | 73    | 10,4    | 0       | 3       | 2       |  |         |         |
| 2010   | Lions de Détroit | 15     | 77  | 1 120                | 14,5                 | 12                   | 4                    | 32    | 8       | 0       | 1       | 0       |  |         |         |
| 2011   | Lions de Détroit | 16     | 96  | 1 681                | 17,5                 | 16                   | 1                    | 11    | 11      | 0       | 1       | 1       |  |         |         |
| 2012   | Lions de Détroit | 16     | 122 | 1 964                | 16,1                 | 5                    | -                    | -     | -       | -       | 3       | 3       |  |         |         |
| 2013   | Lions de Détroit | 14     | 84  | 1 492                | 17,8                 | 12                   | -                    | -     | -       | -       | 1       | 1       |  |         |         |
| 2014   | Lions de Détroit | 13     | 71  | 1 077                | 15,2                 | 8                    | -                    | -     | -       | -       | 0       | 0       |  |         |         |
| 2015   | Lions de Détroit | 16     | 88  | 1 214                | 13,8                 | 9                    | -                    | -     | -       | -       | 1       | 1       |  |         |         |
| Totaux | Totaux           | Totaux | 731 | 11 619               | 15,9                 | 83                   | 19                   | 167   | 8,8     | 1       | 14      | 10      |  |         |         |